# بخش فیرفیلد (شهرستان کلمبیانا، اوهایو)
بخش فیرفیلد (به انگلیسی: Fairfield Township) یک منطقهٔ مسکونی در ایالات متحده آمریکا است که در شهرستان کلمبیانا، اوهایو واقع شده‌است.
 بخش فیرفیلد ۹۲٫۹ کیلومتر مربع مساحت و ۹٬۸۹۰ نفر جمعیت دارد و ۳۵۵ متر بالاتر از سطح دریا واقع شده‌است.